# ميكي كانتويل
ميكي كانتويل (بالإنجليزية: Mickey Cantwell) مواليد 23 نوفمبر 1964 في لندن، هو ملاكم محترف بريطاني سابق صنّف ضمن فئة وزن الذبابة بدأ مسيرته الاحترافية سنة 1991.

## إحصائيات
خاض خلال مسيرته 22 نزالا، فاز في 14 وتعادل في 1 وخسر في 7. فاز بالضربة القاضية في نزالين.

## روابط خارجية
- ميكي كانتويل على موقع بوكس ريك (الإنجليزية) (registration required)